# ロルフィング
ロルフィング（英語：Rolfing）は、アメリカのアイダ・ロルフ（1896年 - 1979年）が開発した代替医療の一種であり、ストラクチュラル・インテグレーション（Structural Integration　構造統合）として知られている。ロルフィングは、人体には「エネルギー・フィールド」があり、それが地球の重力場と整列することで良い影響があるというロルフの考えに基づいている。ロルフィングは、ヒューマン・ポテンシャル運動の目立った構成要素の一つである。
ロルフィングは通常、10回シリーズの手技による身体操作セッションとして行われ、それは「レシピ」とも呼ばれる。施術者は、表層および深層に働きかける手技療法を組み合わせ、スムーズな動きを促進する。このプロセスは痛みを伴うことがある。ロルフィングの安全性は確認されていない。ロルフィングの原理は、確立された科学的な医学の知見と矛盾しており、どのような健康障害であれ、ロルフィングが治療に効果があるという良質なエビデンスはない 。ロルフィングは、様々な健康上の利点があると主張されているが、証明されておらず、疑似科学、疑似医療とみなされている。
ロルフの死後、ロルフィングは複数の流派に別れ、「認定ロルファー（Certified Rolfer）」、「プラクティショナー・オブ・ザ・ロルフ・メソッド・オブ・ストラクチュラル・インテグレーション（構造統合ロルフメソッド・プラクティショナー、Practitioners of the Rolf Method of Structural Integration）」等の民間資格がある。

## 概要
ハタ・ヨーガ、オステオパシー、アレクサンダー・テクニークなどに基礎をおいているが、ロルフは自らの療法を既存の療法と区別し、独自性を主張した。人間の身体は、結合組織のネットワーク（骨、軟骨、靭帯、腱、筋膜など）によって基本的な構造の枠組みが作られており、特に動きを意識せずに生活していると、知らぬ間に偏った動きになり、結合組織のネットワークが偏ったまま固まると考える。ロルフィングでは、そのような偏りを調整することで身体のバランスを回復することを目指す。
バランスのとれた身体とは、重力と調和した身体であるとされる。頭頂、耳、肩、肋骨、骨盤、脚のパーツが垂直に並び、重力が身体の中心を通る姿勢を参考としているが、各パーツ同士が繋がり、連携のとれた動きが引き出されていることが重要であると考える。
ロルフは、身体は地球に垂直な軸を中心に構成され、重力によって下方に引っ張られていると説明し、身体の機能は下方に引っ張る重力と一直線になっているときに最適になると信じていた。彼女の見解では、重力は筋膜を短くする傾向があり、軸の周りの身体の配置が乱れ、不均衡、動きの非効率性、痛みを生じさせる。ロルフは、筋膜を長くして体軸の周囲の身体の配置を回復させ、動きを改善することを目指した。ロルフはこれを「エネルギー」の観点からも議論し、次のように述べている。
ロルフィング技法の特徴のひとつは、筋膜へのアプローチが中心となっていることである。筋肉や骨よりも、それらを包んでいる筋膜をほぐすことが身体の調整に効果的であるとしている。ロルフは筋膜を身体構造の中心という意味で「構造の器官」と呼んだ。
ロルフィングでは、深層筋を力強く、時に痛みを伴う操作でマッサージするが、このプロセスで、身体的および感情的なトラウマの記憶が活性化する可能性があるとされている。
この施術はボディワーク、またはマッサージの一種と呼ばれることもある。オステオパシー医にはロルフの影響を受けた者もおり、彼女の教え子でマッサージの教師になった者には、筋膜リリースの創始者の一人もいる。

## 誕生
ロルフはハーバード大学を卒業し、その直後にオステオパシー医を訪ねた際に、微細身（非物質的身体）のエネルギーの概念を初めて知り影響を受けた。オステオパシー医学は動物磁気療法やその他のメタフィジック（形而上学的）な治療システムから発展したもので、人体に流れる霊的エネルギーの概念を持っている。オステオパシー療法は当初、この霊的なエネルギーの自由な流れを妨げる解剖学的な障害を取り除くように設計された。
ロルフの「ボディワーク」に対する理解に最も影響を与えたのは、アメリカ人ヨーガ行者・オカルティストのピエール・バーナードであり、ロルフは彼から、ヨーガ身体論における、脊柱に沿って位置するエネルギーセンターであるチャクラ、ヨーガのエクササイズ、タントラについて初めて学んだ。1940年に、手を痛めた音楽教師にヨーガの指導を主とした最初の施術を行った。
宗教学者のジェフリー・クリパルによると、若いロルフはバーナードのタントラ・ヨーガ（性ヨーガ）に深く影響を受け、彼の教えを独自のシステムに拡張し、彼の秘教的メタフィジック（神秘思想）と彼女が以前に受けたオステオパシー療法、カイロプラクティックの訓練を統合した。
ロルフは最初の施術について、「秩序を失っている部分が見えたので、そこに秩序をもたらした」と語っており、日本ロルフィング協会は、「後に直接指導された生徒たちの証言からも、ロルフ博士は（目に見えない）身体の様子が『見える』人だった」ようだと述べている。彼女は重度の身体障害を持つクライアントに対応するようになってから、より曖昧な領域に踏み込んでいった。症状の解消より、全身のバランスや統合を目指しており、バランスの取れた人間には何が起こるかといった、人間の進化の可能性に興味を持っていたようである。身体の活力を回復させるために深部組織を操作することに注目し、深部マッサージを用いて一種の宇宙的神秘主義を生み出した。生徒の一人は、彼女は基本的に「人々を調和のとれた霊的意識に導くこと」に関心を持っていたと語っており、ロルフの見解では、それは身体の各セグメントが垂直に整列していることと一致する。1950年代にオステオパシーやカイロプラクティックの療法家たちに自身の技法を教えるようになったが、テクニック自体ではなく、その背後にある人間観を伝えたいと考えていた。
ロルフの仕事が一般に広まるまでは時間がかかり、開業した25年以上の間に何人かの弟子をとり、オステオパシーやカイロプラクティックの関係者の興味を引いたが、知名度は限定的だった。ロルフィングは1950年代までに、少数の忠実な支持者がいるボディワークの一分野として確立された。
アメリカでマッサージ、代替療法、身体ベースの心理療法、アジアのタントリズムに対する熱狂が高まる中、ロルフは心臓病を患い胸の痛みに苦しんでいた70歳の精神科医フレデリック・パールズに施術して支持を得た。パールズに施術するために、彼が活動していたエサレン協会を定期的に訪問するようになったが、ここはヒューマンポテンシャル運動・ニューエイジの中心的な成長センターで、彼女の身体ベースのセラピーのビジョンの普及に最適な場所であり、ロルフィングはエサレン協会を西部の発信地として、ヒューマンポテンシャル運動の流行に乗って広まった。

## ベーシック・コースの内容について
ベーシックのロルフィングシリーズは全10回のセッションより成る。日本ロルフィング協会によると、生徒たちはロルフと同じように身体の様子を見ることができず、ロルフがそれを教えることは難しかったため、多くの人の身体に適用可能な施術の手順として「10回シリーズのレシピ」が考案され、生徒たちはこれを習い実践することを通して学ぶシステムになっている。
- 第1セッション 深い呼吸を楽にできるようにする。後に続く変化への準備となる。
- 第2セッション 大地にしっかり立つ足を作る。足裏の機能的なアーチを引き出す。
- 第3セッション 体側ラインの確立。前後の空間的広がりを引き出す。
- 第4セッション 骨盤内構造の調整。ミッドラインの確立。
- 第5セッション 腹部・胸部のスペースを拡げる。内臓空間の解放。
- 第6セッション 背骨・仙骨を自由にする。体軸構造の確立。
- 第7セッション 頭部・頸部のバランスを取る。
- 第8セッション 上半身或いは下半身の繋がりと統合。静的バランスの確立。
- 第9セッション 下半身或いは上半身の繋がりと統合。動的バランスの確立。
- 第10セッション 全身の水平性の確立と統合。

1〜3セッションは身体の表層部の開放、4〜7セッションは身体の深層部の開放、8〜10セッションは統合として分類される。

## 名称について（ロルフィング）
ロルフィングとは創始者の名前に因んで名づけられた愛称であったが、1979年、ロルフ・インスティテュートによって商標登録された。以来、ロルフィング（Rolfing）は、同所で訓練され、認定を受けたロルファーのみが使用できる登録商標になっている。日本で商標登録されたのは、2007年（平成19年）9月21日 （【登録番号】第5078881号）。
アイダ・ロルフのワークを継承する教育機関は複数存在する。近年、米国ではストラクチュラル・インテグレーションの団体が加盟するIASI（International Association of Structural Integrators）が発足され、団体間の交流が進んでいる。